# Faisal bin Musaid Al Saud

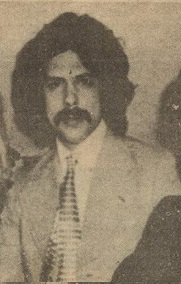
Faisal bin Musaid Al Saud

Prinz Faisal bin Musaid bin Abdulaziz Al Saud (arabisch فيصل بن مساعد عبد العزيز آل سعود, DMG Fayṣal bin Musāʿid bin ʿAbd al-ʿAzīz Āl Saʿūd; * 4. April 1944; † 18. Juni 1975 in Riad) war ein saudi-arabischer Prinz. Als Neffe von König Faisal von Saudi-Arabien verübte er ein Attentat auf ihn. Er gehörte der Familie Al Saud an. Seine Mutter entstammt der Familie Al Raschid.

## Lebenslauf
Faisal wurde 1944 geboren, sein Vater war Prinz Musaid, ein Sohn Ibn Sauds und väterlicher Halbbruder von sechs saudi-arabischen Königen, darunter König Faisal; seine Mutter war Watfa, eine Tochter von Muhammad ibn Talāl, dem 12. und letzten Raschīdischen Emir. Seine Eltern ließen sich scheiden. Er und seine Geschwister standen ihren mütterlichen Raschīdischen Verwandten viel näher als ihren väterlichen Al Saud-Verwandten. 1965 wurde sein älterer Bruder Khaled, ein Wahhabit, während eines Angriffs auf einen neuen Fernsehsender in Riad getötet. Wahhabitische Kleriker waren gegen die Einrichtung eines nationalen Fernsehsenders, da sie es für unmoralisch hielten, Bilder von Menschen zu produzieren.
Faisal ging 1966 in die Vereinigten Staaten und besuchte für zwei Semester das San Francisco State College, um Englisch zu studieren. Nachdem er das San Francisco State College verlassen hatte, ging Faisal an die University of California in Berkeley und anschließend an die University of Colorado in Boulder. Im Jahr 1969 wurde er in Boulder wegen Verschwörung zum Verkauf von LSD verhaftet. Er bekannte sich schuldig und wurde für ein Jahr auf Bewährung gesetzt. Im Mai 1970 ließ der Staatsanwalt die Anklage fallen. 1971 erwarb er einen Bachelor-Abschluss in Politikwissenschaften an der University of Colorado und kehrte dann in die San Francisco Bay Area zurück. An der University of California in Berkeley schrieb er sich in Graduiertenkurse in Politikwissenschaft ein, erhielt aber keinen Master-Abschluss.
Danach hielt er sich in Beirut und der Deutschen Demokratischen Republik auf. Als er nach Saudi-Arabien zurückkam, beschlagnahmten die saudischen Behörden seinen Pass wegen seiner Probleme im Ausland. Er begann schließlich an der Universität Riad zu unterrichten.

## Attentat auf König Faisal
Am 25. März 1975 ging er zum Königspalast in Riad, wo König Faisal eine Versammlung abhielt, bekannt als Majlis. Der König erkannte seinen Neffen und beugte seinen Kopf nach vorne, so dass der jüngere Faisal den Kopf des Königs als Zeichen des Respekts küssen konnte. Faisal ibn Musaid zog einen Revolver aus seinem Gewand und schoss dem König zweimal in den Kopf. König Faisal fiel verletzt zu Boden. Leibwächter mit Schwertern und Maschinenpistolen verhafteten den Prinzen. Der König wurde in ein Krankenhaus gebracht, aber die Ärzte konnten ihn nicht retten. Saudische Fernsehteams hielten das gesamte Attentat mit der Kamera fest. Für seine Tat wurde Faisal zum Tode verurteilt und öffentlich hingerichtet, indem er mit einem Schwert geköpft wurde. Die Hinrichtung wurde davor per Lautsprecher in Riad verkündet und Menschenmassen versammelten sich, um die Hinrichtung zu sehen.
Die genauen Motive der Tat wurden nicht geklärt, allerdings wurden verschiedene Hypothesen aufgestellt. An-Nahar berichtete, dass der Angriff möglicherweise Rache für die Entthronung von König Saud war, weil Faisal geplant hatte, Sauds Tochter, Prinzessin Sita, in der gleichen Woche zu heiraten. An-Nahar berichtete auch, dass König Faisal seine wiederholten Beschwerden ignoriert hatte, dass seine monatliche Zuwendung von 3.500 $ (16.700 $/Monat in Kaufkraft von 2020) unzureichend war, und dies könnte das Attentat ausgelöst haben. König Faisal soll dem Täter laut zuverlässigen saudischen Quellen verboten haben, das Land wegen seines übermäßigen Konsums von Alkohol und anderen Drogen zu verlassen, und dass der Anschlag möglicherweise Vergeltung für das Verbot gewesen sei. Arabische Medien spekulierten auch, dass Faisal im Auftrag der CIA oder des Mossad gehandelt hätte.